# Distrito de Buenos Aires (Morropón)
El distrito de Buenos Aires  es uno de los diez distritos que conforman la provincia de Morropón, ubicada en el Departamento de Piura, bajo la administración del Gobierno regional de Piura, en el norte del Perú.
Limita al norte con el distrito de Morropón, de igual manera que al noroeste y al oeste; al sur, sudeste y al este con el distrito de Salitral; y al noreste con el distrito de Santa Catalina de Mossa.
Desde el punto de vista de la jerarquía de la Iglesia católica, forma parte de la Diócesis de Chulucanas.

## Historia
El distrito fue creado mediante Ley del 20 de enero de 1944, en el primer gobierno del Presidente Manuel Prado Ugarteche. Este distrito nació como un pequeño poblado en la parte baja del distrito Buenos Aires en el año 1800. Familias de procedencia foránea como de Catacaos, Chulucanas, Olmos, Ayabaca, Morropón y otros poblaron una extensión de terreno en la que hoy se conoce como La Rinconada y a su alrededor. Nació por autorización de la dueña de la hacienda Buenos Aires María Cristina López, viuda de Rospigliossi, quien vivía en la otra casa hacienda en la que hoy ocupa la vivienda del Sr. Nicanor Sandóbal Manrique. Los moradores del caserío Buenos Aires parte baja en el año 1942 se agrupan en comité pro-distrito, siendo secretario general el Sr. Anselmo Aguirre Noriega acompañado por los señores Rigoberto Manrique López , Gerardo Sandóbal, Andrés Manrique Zapata, Emilio Jiménez guerrero, Cayetana Zurita Ramírez, Roboan Ramírez Córdova, Luciano Gallardo Losada, Nicanor Sandóbal Manrique y Alberta Chávez Mío. Unos de procedencia de la localidad y otros de Tumbes, Castilla, Huancabamba, Chulucanas y Olmos, respectivamente. Todos los integrantes mencionados, en sesión, comisionaron al secretario general Anselmo Aguirre Noriega para que viaje a Lima, y el referido señor lo hizo con sus propios medios a gestionar que este caserío sea elevado a distrito.

## Geografía
Tiene una superficie de 245,12 km². Su capital es la localidad de Buenos Aires que se encuentra a 160 m s. n. m. (metros sobre el nivel del mar) rodeada de colinas (conocidas por el pueblo como «cerros») y montañas, además de quebradas y valles.
Dentro de sus localidades se encuentra Juan Velasco, Morroponcito y Río Seco.

## Clima
Su temperatura varía entre 14 °C a 36 °C. Hay copiosas lluvias en los meses de verano.

## Autoridades

### Municipales
2023-2026
- Alcalde Rives Ramirez Manrique
- Regidores:

2019-2022
- Alcalde Elvis Edgardo Jimenez Chinchay
- Regidores: Gloria Chumacero Cordova, marco Antonio Villanueva Mendez, Miguel Vinces Sullón, Alberto Dominguez Ipanaque, Francisco Córdova Jaime

- 2015-2018:[2]
  - Alcalde: César Augusto Ramírez Mezones.
  - Regidores: Walter Loyola Chiroque López (SP), Paul Alberto More Monasterio, Rosina Yessenia Castillo Medina, Luz de Carrasquillo Crisanto Paz, Gabriel Garay Molero.
- 2011-2014:[3]
  - Alcalde: Elvis Edgardo Jiménez Chinchay, del Movimiento Unidad Regional (UR).
  - Regidores: Vicente Prieto (UR) Silvia Salambay Julca (UR), Carlos Augusto Benítes Aponte (UR), Carlos Alberto Jiménez Ramírez (UR), Rogelio Nizama Agurto (SP)
- 2007-2010:
  - Alcalde: Elvis Edgardo Jiménez Chinchay.
  - Regidores: Paul Alberto More Monasterio, Rogelio Nizama Agurto.

### Policiales
- Comisario: Hermes Manrique Gonzáles.

### Religiosas
- Diócesis de Chulucanas[4]
  - Obispo: Mons. Daniel Thomas Turley Murphy (OSA).[5]
- Parroquia
  - Párroco: Juan Tyme (OSA).[5]

## Educación
- Institución Educativa Ciro Alegría, fundada en 1967.
- Institución Educativa Manuel Seminario Carrasco (Carrasquillo). Fundada el 7 de junio de 1977.